# Thử nghiệm Heaf
Thử nghiệm Heaf, là một test da chẩn đoán, được thực hiện để xác định có hay không trẻ em đã được tiếp xúc với bệnh lao. Xét nghiệm được đặt theo tên của F. R. G. Heaf. Còn được gọi là kiểm tra Sterneedle, nó được thực hiện bởi một khẩu súng Heaf (được đặt tên là "Sterneedle"), một dụng cụ được nạp lò xo với sáu kim được sắp xếp theo hình tròn. 
Các thử nghiệm Heaf đã ngưng vào năm 2005 bởi vì các nhà sản xuất coi các test này là không bền vững về mặt tài chính sau khi các nhà sản xuất không thể tìm thấy turbeculine hoặc súng Heaf. Cho đến năm 2005, xét nghiệm này đã được sử dụng tại Vương quốc Anh để xác định xem có cần phải chủng ngừa BCG hay không; các xét nghiệm Mantoux nay được sử dụng để thay thế. Test Heaf được ưa thích ở Anh, bởi vì nó được cho là dễ hiểu hơn, với sự thay đổi ít hơn giữa các kỹ thuật viên, và không yêu cầu cao lắm để có thể để thực hiện và đọc kết quả.
Những bệnh nhân có phản ứng âm tính với xét nghiệm được xem xét để chủng ngừa BCG.
Các thử nghiệm Heaf được sử dụng để thử nghiệm cho bệnh lao ở thanh thiếu niên tuổi từ 13-14.

## Tiến hành
Một khẩu súng Heaf được sử dụng để tiêm nhiều mẫu huyết thanh thử nghiệm dưới da cùng một lúc. Các điểm kim được nhúng trong dẫn xuất protein tinh khiết lao tố (PPD) và đâm vào da. [5] Một khẩu súng Heaf với đầu sử dụng một lần được khuyến khích.
Súng tiêm PPD tương đương 100.000 đơn vị mỗi ml lên trên bề mặt da uốn cong của cánh tay trái. Test sẽ được đọc từ hai đến bảy ngày sau đó. Việc tiêm không thể được vào các vùng da có chứa tĩnh mạch nông cạn.
Việc đọc bài kiểm tra Heaf được xác định theo thang điểm:
- Âm tính - Không có sẩn, có thể là sáu phút sẹo lõm
- Lớp 1 – 4 - 6 nốt (cũng được coi là âm tính)
- Lớp 2 - Các nốt lớn hình thành dạng vòng tròn (dương tính)
- Lớp 3 – Các sẩn lớn làm thành hình đĩa (dương tính)
- Lớp 4 - Đĩa> 10 mm có hoặc không phồng rộp (dương tính)

Lớp 1 và 2 có thể là kết quả của BCG trước đây hoặc bệnh lao gia cầm, chứ không phải là nhiễm lao ở người.
Trẻ em được phát hiện có phản ứng cấp 3 hoặc 4 được đề cập đến X quang và theo dõi.
Để giải thích về thử nghiệm, xem Chẩn đoán bệnh lao.

## Các thử nghiệm khác
Các mức dương tính thử nghiệm tương đương Mantoux được thực hiện với 10 TU (0,1 mL 100 TU / mL, 1: 1000) là:
- Sẩn 0–4 mm (Heaf 0-1)
- Sẩn 5–14 mm (Heaf 2)
- Sẩn > 15 mm (Heaf 3-4)

Các xét nghiệm Mantoux được ưa chuộng tại các nước Mỹ để chẩn đoán bệnh lao; nhiều xét nghiệm gây thủng da, chẳng hạn như kiểm tra Heaf và thử nghiệm Tine, không được khuyến cáo.